# 亨利·惠顿

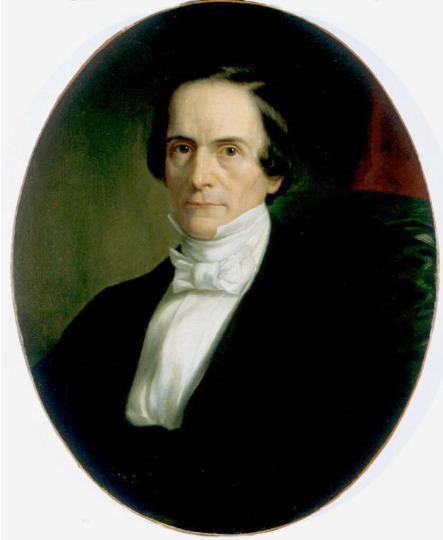
亨利·惠顿

亨利·惠顿（英語：Henry Wheaton， 1785年11月27日—1848年3月11日）是一位美国律师、法学家、外交官。

## 生平
1785年出生于美国罗德岛州，1802年毕业于布朗大学，曾在美国最高法院任职，还曾任美国驻丹麦、普鲁士首任大使，1846年所著《万国公法》，对东亚国家中国、日本、韩国影响深远。